# イングリッシュ・クーンハウンド
イングリッシュ・クーンハウンド（英：English Coonhound）は、アメリカ合衆国原産のツリーイング・ドッグ犬種のひとつである。  別名はレッドティック・クーンハウンド（英：Redtick Coonhound）、旧称はイングリッシュ・フォックス・アンド・クーンハウンド（英：English Fox and Coonhound）。

## 歴史
19世紀にイギリスから輸入されたイングリッシュ・フォックスハウンドがベースとなっている。もともとこの犬たちはアメリカでセントハント（嗅覚猟）をするためにつれてこられたものであったが、アメリカでは発見して追いかけると木に登ってしまい、犬（セントハウンド）の気を失せさせる動物が沢山居たため、ほとんどが猟をこなすことができなかった。そこで、その中から少しでも木の上の獲物に対して関心を持ち続け、木上の獲物に向かって吠えることができる個体を選んで交配を重ね、これに加えて本種よりも先に作出されたクーンハウンド犬種の血を入れることによって本種が作出された。
主にアライグマをツリーイングするのに使われる。パックでアライグマのにおいを追跡し、発見すると吠えて追いかけ、木の上へ追い詰める。追い詰められたアライグマは犬に粘り強く吠え続けられることによって逃げられなくなり、駆けつけた主人によって猟銃で撃ち落とされ、落ちてきたら犬が仕留めて猟が完了する。
1900年に完成した犬種だが、完全に他のクーンハウンド犬種とは別種であることが認められたのは1946年のことである。ユナイテッドケネルクラブに公認登録された犬種であるが、FCIや他の国のケネルクラブには公認されていない。ほぼ全ての犬が実猟犬として飼育され、ショードッグやペットとして飼育されているものは非常に稀である。大半はアメリカ国内で飼育されている。

## 特徴
その姿は先祖であるイングリッシュ・フォックスハウンドと瓜二つであるが、こちらは少しクーンハウンド味を帯びた容姿をしていて、性質は異なっている。筋肉質の引き締まった体つきで、マズルはイングリッシュ・フォックスハウンドよりも短い。耳は垂れ耳、尾は垂れ尾。コートは硬めのショートコートで、毛色はハウンドカラーなど。大型犬サイズで、性格は明るく知的で勇敢である。非常に粘り強く、木の上の獲物に対しては何時間でも吠え続けることができる。友好的で家庭犬として飼育することも可能であるが、生粋の猟犬種であるため吠え声が大きくよく通り、運動量が非常に多いため都市部での飼育には不向きである。獲物のにおいを追跡することも大好きである。かかりやすい病気は大型犬にありがちな股関節形成不全や、運動のし過ぎなどにより起こりやすい関節疾患などがある。